# Ústřední vojenská komise Komunistické strany Číny
Ústřední vojenská komise Komunistické strany Číny (čínsky v českém přepisu Čung-kuo kung-čchan-tang čung-jang ťün-š’ wej-jüan-chuej, pchin-jinem Zhōngguó Gòngchǎndǎng Zhōngyāng Jūnshì Wěiyuánhuì, znaky 中国共产党中央军事委员会) je skupinou cca 5 až 10 členů ústředního výboru Komunistické strany Číny, která je pověřena řízením ozbrojených sil komunistické Číny, především Čínské lidové osvobozenecké armády. Od roku 1983 existuje paralelní Ústřední vojenská komise Čínské lidové republiky, složená ze stejných osob, která je ústavou stanoveným nejvyšším státním orgánem v čele ozbrojených sil země.
Ústřední vojenskou komisi KS Číny volí ústřední výbor strany, Ústřední vojenskou komisi ČLR volí Všečínské shromáždění lidových zástupců. Komise se zodpovídají ústřednímu výboru, resp. všečínskému shromáždění. Prakticky obě komise pracují jako jeden celek, řídící ozbrojené síly.
Komise se skládá z předsedy, místopředsedů a členů. Předsedou komise je zpravidla vůdce KS Číny, od roku 1989 je to generální tajemník strany. Mezi místopředsedy a členy komise bývá předpokládaný nástupce generálního tajemníka, ministr obrany, náčelník generálního štábu a další vysocí představitelé ozbrojených sil.

## Název
V čínském názvu komise, Čung-kuo kung-čchan-tang čung-jang ťün-š’ wej-jüan-chuej,  „Ústřední (čung-jang) vojenská (ťün-š’) komise (wej-jüan-chuej) Komunistické strany Číny (Čung-kuo kung-čchan-tang)“ je čung-jang zkratkou pro ústřední výbor (čung-jang wej-jüan-chuej) a přesný překlad tedy je Vojenský výbor ústředního [výboru] Komunistické strany Číny; v českojazyčném prostředí se používá častěji „Ústřední vojenská komise“ než „Vojenská komise ústředního výboru“.

## Historie
Poprvé byl v rámci Komunistické strany Číny zřízen ústřední stranický orgán k řízení vojenských záležitostí v prosinci 1925, jako vojenské oddělení ústředního výboru KS Číny. Po vzniku čínské Rudé armády v letech 1927/28 se vojenské oddělení soustředilo na její výstavbu a organizaci. Pod názvem Ústřední vojenská komise KS Číny existovala od ledna 1929, v lednu 1931 se opět načas vrátilo vojenské oddělení. Od listopadu 1931 do srpna 1937 existovala paralelní Ústřední revoluční vojenská komise Čínské sovětské republiky v čele s Ču Tem, resp. Mao Ce-tungem  (od prosince 1936), současně v listopadu 1935 – prosinci 1936 fungovala Ústřední revoluční vojenská komise pro severozápad Čínské sovětské republiky vedená Mao Ce-tungem. 
V srpnu 1937 po další reorganizaci se řízení čínské Rudé armády soustředilo do rukou Ústřední revoluční vojenské komise KS Číny (čínsky v českém přepisu Čung-kuo kung-čchan-tang čung-jang ke-ming ťün-š’ wej-jüan-chuej, pchin-jinem Zhōnggòng Gòngchǎndǎng Zhōngyāng Gémìng Jūnshì Wěiyuánhuì, znaky 中国共产党中央革命军事委员会). Se vznikem Čínské lidové republiky byla roku 1949 zrušena a nahrazena státní Lidovou revoluční vojenskou radou Ústřední lidové vlády. V rámci přijetí ústavy ČLR a následné reorganizaci byla roku 1954 byla Lidová revoluční vojenská rada nahrazena Státním výborem obrany Čínské lidové republiky a současně byla obnovena stranická Ústřední vojenská komise. Po zrušení Státního výboru obrany v souvislosti s přijetím nové ústavy roku 1975 zůstalo řízení ozbrojených síl na stranické komisi. K poslední reorganizaci došlo roku 1983 (opět v souvislosti s přijetím nové ústavy), kdy vznikla státní Ústřední vojenská komise, nicméně pouze jako paralela komise stranické. 
V dobách občanské války stál v čele komise vždy některý ze členů vedení strany; v letech 1937–1949 a 1954–1976 ji předsedal Mao Ce-tung, poté jeho nástupce na místě předsedy strany Chua Kuo-feng. V letech 1981–1989 komisi vedl Teng Siao-pching a poté vždy generální tajemník strany, a sice Ťiang Ce-min, od roku 2004 Chu Ťin-tchao (generální tajemník od roku 2002, nicméně k výměně na postu předsedy komise došlo až po dvou letech) a od roku 2012 Si Ťin-pching.

## Složení komise
Ústřední vojenská komise KS Číny zvolená ústředním výborem po XX. sjezdu v říjnu 2022:
| Hodnost          | Jméno         | Jméno    | Rok narození | Další úřady a funkce                                                                | Další úřady a funkce                                             | Poznámky             |
| Hodnost          | Český přepis  | Znaky    | Rok narození | stranické                                                                           | státní                                                           |                      |
| Předseda         | Předseda      | Předseda | Předseda     | Předseda                                                                            | Předseda                                                         | Předseda             |
| ---------------- | ------------- | -------- | ------------ | ----------------------------------------------------------------------------------- | ---------------------------------------------------------------- | -------------------- |
|                  | Si Ťin-pching | 习近平   | 1953         | generální tajemník ÚV KS Číny                                                       | prezident                                                        |                      |
| Místopředsedové  |               |          |              |                                                                                     |                                                                  |                      |
| generálplukovník | Čang Jou-sia  | 张又侠   | 1950         | člen politbyra ÚV KS Číny                                                           |                                                                  |                      |
| generálplukovník | Che Wej-tung  | 何卫东   | 1957         | člen politbyra ÚV KS Číny                                                           |                                                                  |                      |
| Členové          |               |          |              |                                                                                     |                                                                  |                      |
| generálplukovník | Liou Čen-li   | 刘振立   | 1964         | člen ÚV KS Číny                                                                     | náčelník spojeného štábu Ústřední vojenské komise                |                      |
| generálplukovník | Miao Chua     | 苗华     | 1955         | člen ÚV KS Číny                                                                     | náčelník politické správy Ústřední vojenské komise               |                      |
| generálplukovník | Čang Šeng-min | 张升民   | 1958         | zástupce tajemníka Ústřední komise pro kontrolu disciplíny KS Číny, člen ÚV KS Číny | tajemník komise pro kontrolu disciplíny Ústřední vojenské komise |                      |
| Bývalí členové   |               |          |              |                                                                                     |                                                                  |                      |
| generálplukovník | Li Šang-fu    | 李尚福   | 1958         | člen ÚV KS Číny                                                                     | státní poradce a ministr obrany (do 24. 10. 2023)                | odvolán 24. 10. 2023 |

### Historické složení
- Vojenské oddělení ústředního výboru KS Číny (od prosince 1925):
  - předseda – Čang Kuo-tchao (do září 1926), Čou En-laj (září 1926 – říjen 1928), Jang Jin (říjen 1928 – srpen 1929), Čou En-laj (srpen 1929 – )

- Ústřední vojenská komise KS Číny (leden 1929 – leden 1931):
  - předseda – Jang Jin (leden – srpen 1929), Čou En-laj (srpen 1929 – únor 1930)
  - tajemník – Kuan Siang-jing (březen – srpen 1930), Čou En-laj (srpen 1930 – leden 1931)
  - členové – Jang Jin (leden – srpen 1929), Čou En-laj, Pcheng Pchaj (leden – srpen 1929), Jen Čchang-i (leden – srpen 1929), Siang Jing, Kuan Siang-jing, Ceng Čung-šeng, Li Šuo-sün (srpen 1929 – únor 1930), Pcheng Kan-čchen (srpen 1929 – únor 1930), Li Čchao-š’ (srpen 1929 – únor 1930)

- Vojenské oddělení ústředního výboru KS Číny (od ledna 1931):
  - předseda – Čou En-laj (do června 1931), Li Fu-čchun (červen 1931 – leden 1932), Wu Chu-ťing (od ledna 1932)

Od listopadu 1931 do srpna 1937 existovala paralelní Ústřední revoluční vojenská komise Čínské sovětské republiky v čele s Ču Tem (do prosince 1936) a Mao Ce-tungem (od prosince 1936). V listopadu 1935 – prosinci 1936 fungovala Ústřední revoluční vojenská komise pro severozápad Čínské sovětské republiky v čele s Mao Ce-tungem. 
- Ústřední revoluční vojenská komise KS Číny od srpna 1937:
  - tajemník – Mao Ce-tung[3]
  - zástupci tajemníka – Ču Te, Čou En-laj, Wang Ťia-siang (od listopadu 1938), Liou Šao-čchi (od března 1943)[3]
  - členové – Pcheng Te-chuaj, Žen Pi-š’ (do března 1938), Jie Ťien-jing, Lin Jü-jing (do března 1942), Che Lung, Liou Po-čcheng, Sü Siang-čchien, Lin Piao
- Ústřední vojenská komise KS Číny od srpna 1945:
  - předseda – Mao Ce-tung[3]
  - místopředsedové – Ču Te, Liou Šao-čchi, Čou En-laj, Pcheng Te-chuaj[3]
  - členové – Čchen I, Nie Žung-čen, Che Lung, Sü Siang-čchien, Liou Po-čcheng, Lin Piao, Jie Ťien-jing[3]
- zrušena v září 1949, nahrazena Lidovou revoluční vojenskou radou Ústřední lidové vlády

- obnovena v září 1954 (současně do roku 1975 fungoval Státní výbor obrany Čínské lidové republiky):
  - předseda – Mao Ce-tung
  - členové – Ču Te, Pcheng Te-chuaj (pověřen vyřizováním běžných záležitostí)[pozn. 2], Lin Piao, Liou Po-čcheng, Che Lung, Čchen I, Teng Siao-pching, Luo Žung-chuan, Sü Siang-čchien, Nie Žung-čen, Jie Ťien-jing
  - v listopadu 1956 zvoleni členy ještě Su Jü, Chuang Kche-čcheng, Čchen Keng, Tchan Čeng, Siao Ťin-kuang, Wang Šu-šeng, Sü Kuang-ta, Siao Chua, Liou Ja-lou, Chung Süe-č’

- od září 1959:
  - předseda – Mao Ce-tung
  - místopředsedové – Lin Piao (výkonný místopředseda), Che Lung (do ledna 1967), Nie Žung-čen, Čchen I (od ledna 1966), Liou Po-čcheng (od ledna 1966), Sü Siang-čchien (od ledna 1966), Jie Ťien-jing (od ledna 1966, od května 1966 současně generální sekretář)
  - stálý výbor –  předseda, místopředsedové, Ču Te, Čchen I, Liou Po-čcheng, Teng Siao-pching (do ledna 1967), Luo Žung-chuan (zemřel v prosinci 1963), Sü Siang-čchien, Jie Ťien-jing, Luo Žuej-čching (generální sekretář; do prosince 1965), Tchan Čeng (do ledna 1961). V březnu 1967 zvoleni ještě Sie Fu-č’, Siao Chua, Jang Čcheng-wu (do března 1968), Su Jü.
  - zástupce generálního sekretáře – Su Čen-chua (do 1967), Siao Siang-žung (do května 1966), Siao Chua (od října 1959 do července 1967), Jang Čcheng-wu (od června 1965 do března 1968), Wang Sing-tching (od března 1966)
  - pracovní konference ústřední vojenské komise (říjen 1959 až srpen 1967) – Luo Žuej-čching, Tchan Čeng, Jang Čcheng-wu, Siao Chua, Čchiou Chuej-cuo, Čang Aj-pching (od května 1960 do července 1967)
  - v srpnu 1967 zřízena pracovní skupina ústřední vojenské komise (nahradila stálý výbor) – Wu Fa-sien (předseda do září 1967, poté člen), Jie Čchün, Čchiou Chuej-cuo, Čang Siou-čchuan (do září 1967), Jang Čcheng-wu (od září 1967; předseda; do března 1968), Li Cuo-pcheng (od září 1967), Li Tchien-chuan (od října 1967), Liou Ťin-pching (od října 1967)
  - pracovní skupina ústřední vojenské komise od března 1968 – Chuang Jung-šeng (předseda), Wu Fa-sien (místopředseda), Jie Čchün, Li Cuo-pcheng, Čchiou Chuej-cuo, Sie Fu-č’ (od listopadu 1968), Wen Jü-čcheng (od listopadu 1968), Li Tchien-jou (od ledna 1969)

- po IX. sjezdu, od dubna 1969
  - předseda – Mao Ce-tung
  - místopředsedové – Lin Piao (výkonný místopředseda, zemřel v září 1971), Liou Po-čcheng, Čchen I (zemřel v lednu 1972), Sü Siang-čchien, Nie Žung-čen, Jie Ťien-jing (od září 1971 výkonný místopředseda)
  - pracovní skupina ústřední vojenské komise (zrušena v říjnu 1971) – Chuang Jung-šeng (předseda, zatčen v září 1971), Wu Fa-sien (zatčen v září 1971), Jie Čchün (zemřela v září 1971), Liou Sien-čchüan, Li Tchien-jou, Li Cuo-pcheng (zatčen v září 1971), Li Te-šeng, Čchiou Chuej-cuo (zatčen v září 1971), Wen Jü-čcheng, Sie Fu-č’, Wang Tung-sing (od 1970),[4] Li Sien-nien (od dubna 1971),[5] Ťi Teng-kchuej (od dubna 1971),[5] Čang Cchaj-čchien (od dubna 1971)[5]
  - členové – 42 členů (bez předsedy a místopředsedů)
  - v říjnu 1971 zřízena pracovní konference ústřední vojenské komise – Jie Ťien-jing (předseda), Sie Fu-č’ (zemřel v březnu 1972), Čang Čchun-čchiao, Li Sien-nien, Li Te-šeng, Ťi Teng-kchuej, Wang Tung-sing, Čchen Š’-ťü, Čang Cchaj-čchien, Liou Sien-čchüan

- po X. sjezdu, od srpna 1973
  - předseda – Mao Ce-tung (zemřel v říjnu 1976), Chua Kuo-feng (od října 1976)
  - místopředsedové – Jie Ťien-jing (pověřen vyřizováním běžných záležitostí do února 1976 a od března 1977), Liou Po-čcheng, Sü Siang-čchien, Nie Žung-čen, Teng Siao-pching (od ledna 1975 do dubna 1976 a od července 1977)
  - pracovní konference ústřední vojenské komise – Jie Ťien-jing (předseda), Čang Čchun-čchiao, Li Sien-nien, Li Te-šeng, Ťi Teng-kchuej, Wang Tung-sing, Čchen Š’-ťü, Čang Cchaj-čchien, Liou Sien-čchüan, Wang Chung-wen (od října 1973), Teng Siao-pching (od prosince 1973)
  - členové – zvoleno 63 členů včetně předsedy a místopředsedů, později ještě: Teng Siao-pching (od prosince 1973, od ledna 1975 místopředseda)
  - v lednu 1974 politbyro zřídilo šestičlennou skupinu pro vojenské záležitosti: Jie Ťien-jing (předseda), Wang Chung-wen, Čang Čchun-čchiao, Teng Siao-pching, Čchen Si-lien, Su Čen-chua
  - v únoru 1975 zřízen stálý výbor komise (nahradil pracovní konferenci) – Jie Ťien-jing (předseda), Wang Chung-wen (do října 1976), Teng Siao-pching (do dubna 1976 a od července 1977), Čang Čchun-čchiao (do října 1976), Liou Po-čcheng, Čchen Si-lien (pověřen vyřizováním běžných záležitostí od února 1976[6] do března 1977), Wang Tung-sing, Su Čen-chua, Sü Siang-čchien, Nie Žung-čen, Su Jü; později roku 1975 ještě Li Sien-nien a Wang Čen

- po XI. sjezdu, od srpna 1977
  - předseda – Chua Kuo-feng (do června 1981), Teng Siao-pching (od června 1981)
  - místopředsedové – Jie Ťien-jing, Teng Siao-pching (do června 1981), Liou Po-čcheng, Sü Siang-čchien, Nie Žung-čen
  - stálý výbor – Li Sien-nien, Su Jü, Luo Žuej-čching (generální sekretář, zemřel v srpnu 1978), Wang Tung-sing (do února 1980), Čchen Si-lien (do února 1980), Wej Kuo-čching, Su Čen-chua (zemřel v únoru 1979), Čang Tching-fa, Wang Čen (od března 1978), Keng Piao (od ledna 1979, v lednu 1979 – červenci 1981 generální sekretář), Sü Š’-jou (od ledna 1980) Jang Te-č’ (od ledna 1980), Chan Sien-čchu (od ledna 1980), Jang Jung (od ledna 1980), Wang Pching (od ledna 1980), Jang Šang-kchun (od července 1981, současně generální sekretář)
  - členové – zvoleno 63 členů včetně předsedy, místopředsedů a členů výboru pro běžné záležitosti

- po XII. sjezdu, od září 1982:
  - předseda – Teng Siao-pching
  - místopředsedové – Jie Ťien-jing (do září 1985), Sü Siang-čchien, Nie Žung-čen, Jang Šang-kchun (výkonný místopředseda a generální sekretář)
  - zástupci generálního sekretáře – Jü Čchiou-li, Jang Te-č’, Čang Aj-pching, Chung Süe-č’[pozn. 3]

- po XIII. sjezdu, od listopadu 1987:
  - předseda – Teng Siao-pching (do listopadu 1989), Ťiang Ce-min (od listopadu 1989)
  - první místopředseda – Čao C’-jang (do června 1989)
  - místopředsedové – Jang Šang-kchun (do listopadu 1989 současně generální sekretář), Liou Chua-čching (od listopadu 1989)
  - členové – Chung Süe-č’ (zástupce generálního sekretáře), Liou Chua-čching (zástupce generálního sekretáře, od listopadu 1989 místopředseda), Čchin Ťi-wej, Čch’ Chao-tchien, Jang Paj-ping (od listopadu 1989 současně generální sekretář), Čao Nan-čchi

- po XIV. sjezdu, od října 1992:
  - předseda – Ťiang Ce-min
  - místopředsedové – Liou Chua-čching, Čang Čen, Čch’ Chao-tchien (od září 1995), Čang Wan-nien (od září 1995)
  - členové – Čch’ Chao-tchien (od září 1995 místopředseda), Čang Wan-nien (od září 1995 místopředseda), Jü Jung-po, Fu Čchüan-jou, Wang Kche (od září 1995), Wang Žuej-lin (od září 1995)

- po XV. sjezdu, od září 1997:
  - předseda – Ťiang Ce-min
  - místopředsedové – Čang Wan-nien, Čch’ Chao-tchien, Chu Ťin-tchao (od září 1999)
  - členové – Fu Čchüan-jou, Jü Jung-po, Wang Kche, Wang Žuej-lin, Cchao Kang-čchuan, Kuo Po-siung (od září 1999), Sü Cchaj-chou (od září 1999)

- po XVI. sjezdu, od listopadu 2002:
  - předseda – Ťiang Ce-min (do září 2004), Chu Ťin-tchao (od září 2004)
  - místopředsedové – Chu Ťin-tchao (do září 2004), Kuo Po-siung, Cchao Kang-čchuan, Sü Cchaj-chou (od září 2004)
  - členové – Sü Cchaj-chou (od září 2004 místopředseda), Liang Kuang-lie, Li Ťi-naj, Liao Si-lung, Čchen Ping-te (od září 2004), Čang Ting-fa (od září 2004), Čchiao Čching-čchen (od září 2004), Ťing Č’-ťüan (od září 2004)

- po XVII. sjezdu, od října 2007:
  - předseda – Chu Ťin-tchao
  - místopředsedové – Kuo Po-siung, Sü Cchaj-chou, Si Ťin-pching (od října 2010), Fan Čchang-lung (od listopadu 2012)[pozn. 4], Sü Čchi-liang (od listopadu 2012)[pozn. 4]
  - členové – Liang Kuang-lie, Čchen Ping-te, Li Ťi-naj, Liao Si-lung, Čchang Wan-čchüan, Ťing Č’-ťüan, Wu Šeng-li, Sü Čchi-liang (od listopadu 2012 místopředseda)

- po XVIII. sjezdu, od listopadu 2012:
  - předseda – Si Ťin-pching
  - místopředsedové – Fan Čchang-lung, Sü Čchi-liang
  - členové – Čchang Wan-čchüan, Fang Feng-chuej, Čang Jang, Čao Kche-š’, Čang Jou-sia, Wu Šeng-li, Ma Siao-tchien, Wej Feng-che

- po XIX. sjezdu, od října 2017:
  - předseda – Si Ťin-pching
  - místopředsedové – Sü Čchi-liang, Čang Jou-sia
  - členové – Wej Feng-che, Li Cuo-čcheng, Miao Chua, Čang Šeng-min

- po XX. sjezdu, od října 2022:
  - předseda – Si Ťin-pching
  - místopředsedové – Čang Jou-sia, Che Wej-tung
  - členové – Li Šang-fu (do října 2023), Liou Čen-li, Miao Chua, Čang Šeng-min